# Aripiprazol
El aripiprazol  es un compuesto químico antipsicótico utilizado para el tratamiento de la esquizofrenia, el trastorno bipolar, el síndrome de Tourette, la irritabilidad asociada al autismo, así como para el tratamiento de la depresión en combinación con otros fármacos antidepresivos.
El aripiprazol, vendido bajo las marcas Abilify o Arizol, entre otras, es un antipsicótico atípico. Se usa principalmente en el tratamiento de la esquizofrenia y el trastorno bipolar. Otros usos incluyen como tratamiento complementario en el trastorno depresivo mayor, los trastornos de tics y la irritabilidad asociada con el autismo. Se toma por vía oral o se inyecta en un músculo. Una revisión Cochrane encontró evidencia de baja calidad sobre la eficacia en el tratamiento de la esquizofrenia.
En adultos, los efectos secundarios con una incidencia superior al 10 % incluyen aumento de peso, dolor de cabeza, acatisia, insomnio y efectos gastrointestinales como náuseas, estreñimiento y mareos. Los efectos secundarios en los niños son similares e incluyen somnolencia, aumento del apetito y congestión nasal. También puede ocurrir un fuerte deseo de apostar, comer en exceso, comprar y participar en actividades sexuales.
Los efectos secundarios comunes incluyen vómitos, estreñimiento, somnolencia, mareos, aumento de peso y trastornos del movimiento. Los efectos secundarios graves pueden incluir síndrome neuroléptico maligno, discinesia tardía y anafilaxia. No se recomienda para personas mayores con psicosis relacionada con la demencia debido a un mayor riesgo de muerte. En el embarazo, existe evidencia de posibles daños al bebé. No se recomienda en mujeres que están amamantando. No se ha estudiado muy bien en personas menores de 18 años. El mecanismo de acción exacto no está del todo claro, pero puede implicar efectos sobre la dopamina y la serotonina.
El aripiprazol se aprobó para uso médico en los Estados Unidos en 2002. Está disponible como medicamento genérico. En 2019, fue el medicamento número 101 más recetado en los Estados Unidos, con más de 6 millones de recetas. El aripiprazol fue descubierto en 1988 por científicos de la firma japonesa Otsuka Pharmaceutical.

## Historia
El aripiprazol fue desarrollado por Otsuka en Japón; en Estados Unidos Otsuka América comercializa el fármaco junto con Bristol Myers Squibb.
El aripripazol fue aprobado por la FDA el 15 de noviembre de 2002 para el tratamiento de la esquizofrenia.

## Farmacocinética
Aripiprazol presenta una cinética lineal y tiene una semivida de eliminación de aproximadamente 75 horas. La concentración en plasma en estado estacionario se logra en unos 14 días. Cmax se adquiere entre 3-5 horas tras la dosificación oral. La biodisponibilidad de las tabletas orales es del 90 % y el fármaco sufre una amplia metabolización hepática (deshidrogenación, hidroxilación y N-dealquilación). Su metabolito principal activo es el dehidro-aripiprazol, cuya semivida de eliminación es de unas 94 horas. El fármaco de administración parenteral se excreta solo en trazas, y sus metabolitos, activos o no, se excretan por vía fecal y orina.
El aripiprazol se metaboliza por el citocromo P450 isoenzima 3A4 y 2D6. Debido a esto, la coadministración de aripiprazol con medicaciones que puedan potenciarlo (p.ej. paroxetina, fluoxetina) o inhibirlo (ej: carbamazepina) pueden aumentar o disminuir las concentraciones plasmáticas del aripiprazol. El dehidroaripiprazol se acumula típicamente en una proporción del 40% de la concentración de aripiprazol.

## Farmacodinámica

### Mecanismo de acción
El mecanismo de acción de aripiprazol es diferente de los de otros antipsicóticos atípicos  (p.ej. clozapina, olanzapina, quetiapina, ziprasidona y risperidona). El aripiprazol parece ejercer sus efectos antipsicóticos en principio por agonismo parcial del receptor D2, del que se ha visto que modula la actividad dopaminérgica en áreas donde la actividad de la dopamina se puede incrementar o disminuir, como las áreas mesolímbica y mesocortical. Además de su acción agonista parcial del receptor D2, el aripiprazol también es un agonista parcial del receptor 5-HT1A y como otros antipsicóticos atípicos muestra un perfil antagonista del receptor 5-HT2A. El aripiprazol tiene una moderada afinidad por los receptores alfa-adrenérgicos y H1 de la Histamina y ninguna afinidad apreciable por los receptores colinérgicos muscarínicos.

## Uso clínico

### Indicaciones
En abril de 2008, la Comisión Europea autorizó su uso para el tratamiento y prevención de episodios maníacos moderados o severos en pacientes con trastorno bipolar I, después de que el Comité de Productos y Medicamentos para Uso Humano (CHMP) emitiera su opinión positiva en febrero. Esta autorización se basa en los resultados de ocho ensayos clínicos en fase III, aleatorizados, en los que participaron más de 2400 personas y que confirmaron la eficacia, seguridad y tolerabilidad de aripiprazol en este tipo de episodios maníacos moderados y graves de trastorno bipolar de tipo I. El aripiprazol está asociado, según los expertos, con una eficacia de largo plazo y menores recaídas que los fármacos clásicos. El aripiprazol se ha mostrado tan efectivo como el haloperidol combatiendo los síntomas positivos de la enfermedad, pero parece ser más eficaz aliviando los síntomas negativos como el aislamiento social y causando menos efectos adversos extrapiramidales.

### Efectos adversos
No se la ha asociado con la prolongación del QT, un efecto sobre el ritmo cardíaco que ha sido observado con la ziprasidona.
Los efectos secundarios más comunes son: mareos, somnolencia, náuseas, vómitos, cansancio, salivación excesiva, visión borrosa, aumento de peso, estreñimiento, cefalea y dificultades para dormir.

### Presentaciones
Producido por Otsuka Pharmaceutical Co. y comercializado como Abilify por Bristol Myers Squibb. Por Laboratorios Beta, en Argentina, nombre comercial Siblix de 10 mg y 15 mg por 30 comprimidos ranurados.
El aripiprazol está disponible en tabletas de 2, 5, 10, 15, 20 y 30 mg. El aripiprazol también está disponible en tabletas orodispersables de 10 y 15 mg, en soluciones de 1 mg/1 ml e inyecciones de 7,5 mg/ml (para efecto rápido).